# 賽馬娘 Pretty Derby (動畫)
《賽馬娘 Pretty Derby》是遊戲開發公司Cygames的媒體組合項目《賽馬娘 Pretty Derby》的電視動畫企劃，由Cygames、東寶動畫及Lantis三家共同企劃製作。簡稱「馬娘」（ウマ娘）。
第1期於2018年4月1日起首播。動畫製作由P.A.WORKS負責。第2期於2021年1月4日起首播，動畫製作改由STUDIO KAI負責。第3期于2023年10月4日起首播，動畫製作仍维持为STUDIO KAI。

## 故事簡介
這是擁有繼承自異世界的光輝名號及競速能力的「賽馬娘」自古以來就與人類共存的世界的故事。

### 第1期
賽馬娘·特別週從鄉下轉學到位在都市的特雷森學園，她在與同班同學們一同切磋琢磨的同時，賭上「日本第一賽馬娘」的稱號，以在「闪光系列赛」當中獲勝為目標。

### 第2期
憧憬著魯鐸象徵、目標成為無敗三冠賽馬娘的東海帝王，以及賭上名門榮耀、向天皇賞連霸發起挑戰的目白麥昆。既是競爭對手又是朋友的兩人，賭上各自的夢想在「闪光系列赛」當中不斷奔跑。

### 第3期
追逐著嚮往之人的背影不停奔跑的北部玄駒，以及背負一族期待向GI稱霸發起挑戰的里見光鑽，形影不離的兩人懷著新的夢想，向著終將到來的大舞台奔跑。

## 登场角色

### 馬娘

#### 隊伍「Spica（角宿一）」
電視動畫第1及第2季兩大主角以及第3季主角北部玄駒所屬的隊伍。
第1季初期是存在一堆「問題兒童」賽馬娘的隊伍，但她們擁有深不可測的潛力。在第1季開始之前的時間點上曾經待在「Spica」的賽馬娘因為訓練員的放任主義而接連離開隊伍，導致隊伍裡面曾經因為只剩黃金船而一度面臨解散危機。但在無聲鈴鹿及特別週等賽馬娘陸續加入之後，訓練員及成員們皆以超越「Rigil」等目標努力著。
第2季開始時因為訓練員及成員們努力的關係，已經成為優秀隊伍並成為「Canopus」的打敗目標。
在第3季開始之前的時間點，北部玄駒因為憧憬的馬娘東海帝王隸屬於「Spica」的關係加入隊伍。
特別週
聲：和氣杏未
電視動畫第1季的主角。來自鄉下的賽馬娘，個性天真爛漫，目標是成為「日本第一的賽馬娘」。隊伍「Spica」的成員。
在報到特雷森學園前順路到賽馬場觀賽時，因為見到無聲鈴鹿賽中的英姿而仰慕著無聲鈴鹿。
食量大且很貪吃，曾因此發胖而減肥，最喜歡吃紅蘿蔔。
剛轉入特雷森學園沒多久後因得知無聲鈴鹿隸屬「Rigil」的關係而參加「Rigil」的入隊測試，但敗給神鷹而未能入選。賽後被黃金船、大和赤驥和伏特加綁到了「Spica」，本來不願意入隊，但得知無聲鈴鹿也轉隊到了「Spica」後決定入隊並成為無聲鈴鹿的室友。
在無聲鈴鹿出席的秋季天皇賞觀賽時，看見無聲鈴鹿出意外骨折之後全速跑到無聲鈴鹿身邊幫助無聲鈴鹿扶住了傷腿，保護了無聲鈴鹿。無聲鈴鹿受傷後每天照顧她。次年寶塚紀念賽上，因為心裡只想著鈴鹿而輸給草上飛。在無聲鈴鹿完全康復後參加訓練員安排的合宿，在最後的訓練中和無聲鈴鹿找回了狀態。
第1季最後在日本杯上迎戰法國來的賽馬娘望族並戰勝，成了名副其實的「日本第一賽馬娘」。
在第2季和身處美國的無聲鈴鹿保持聯繫，並經常寄紅蘿蔔給無聲鈴鹿。
無聲鈴鹿
聲：高野麻里佳
電視動畫第1季的第二主角。沉默寡言的美少女，以超群的速度永遠衝在前列的「大逃」賽馬娘。原本是隊伍「Rigil」的成員，但因為與隊伍的訓練方式不合而轉隊到「Spica」並成為特別週的室友。
喜歡在房間裡逆時針轉圈。
本來打算在參加秋季天皇賞和日本杯之後出國到美國發展。在秋季天皇賞中，本來大幅領先，卻在最後一個彎道處左腿骨折，在特別週的救助下沒有生命危險，之後在醫院靜養。
骨折痊癒後，因為無法恢復狀態而放開跑。之後在參加訓練員安排的合宿時，在最後的訓練中和特別週找回了狀態。並在復活賽贏過遮陽帽奪得優勝。
第2季開始時已身處美國，並與特別週及其他隊員保持聯繫。第3季開始時已返回日本並回歸隊伍中的訓練。
東海帝皇
聲：Machico
電視動畫第2季的主角。個性開朗活潑，自尊心強，非常害怕打針。仰慕著人稱「皇帝」的學生會長魯鐸象徵，夢想著有朝一日實現「不敗的三冠賽馬娘」。
特別週轉校來之後，帶特別週參觀校園。
在魯鐸象徵的命令和「Spica」訓練員的邀請下為「Spica」的隊員們進行舞台訓練。在看到「Spica」隊內的氛圍後，也決定加入「Spica」。
視目白麥昆為競爭對手，實質上兩人互相關心彼此，關係要好。
在第2季開始沒多久後取得皋月賞、日本德比兩項GI冠軍，但在日本德比賽後左腿骨折，儘管為了參加菊花賞和訓練員及「Spica」的大家共同努力趕在菊花賞前復出，但還是因為醫生不建議並為了將來著想放棄菊花賞而無緣三冠。
無緣三冠後，改以「不敗的賽馬娘」努力並和目白麥昆約好在春季天皇賞一決勝負，隨後在春季天皇賞敗給麥昆僅獲得第5，嘗到首敗。
春季天皇賞賽後右腿骨折，雖然因為傷勢較輕很快復出，但因為已經失去「三冠」及「不敗」而心裡狀態不穩，質疑現在的自己到底是為了什麼在跑。
不久之後因為肌肉受傷再度進行休養，並與復健中的麥昆談心之後，麥昆讓帝王把自己設為「奔跑的理由」後，恢復了因失去「三冠」及「不敗」而心情不穩定的狀態。
之後為了和目白麥昆一起參加寶塚紀念賽而努力著，但在賽前積極訓練的過程中左腿突然骨折，被診斷是常態性骨折，對於自己常態性骨折而一度有引退的念頭。
曾經認為自己在第三次骨折康復後也無法像受傷前一樣全力奔跑，而不能實現和麥昆一起比賽的諾言而哭，甚至一度要放棄奔跑。
勉強康復之後，決定舉辦特別演唱會並宣布引退，特別演唱會當天在粉絲、「Spica」的其他人的聲援以及「Canopus」偷襲後台讓雙渦輪在比賽中向東海帝王表達自己的決心以及後來在其他人的鼓勵勸留和麥昆說的「奇蹟會發生的，在那些相信奇蹟會發生而為此努力的人身上」一番話勸說之下決定再試一次，並收下北部玄駒給她的御守符。
後來在麥昆左腿患上懸韌帶炎而陷入絕望的時候，表示在自己陷入絕望時，是麥昆拉了自己一把並一直陪伴在自己身邊，所以這次輪到她來拉麥昆一把了，並說服麥昆和自己一起相信奇蹟會發生。
第三次骨折完全康復後，在有馬紀念獲勝，成為「奇蹟的賽馬娘」。
伏特加
聲：大橋彩香
男孩子氣的賽馬娘，希望自己能夠獨當一面。
和大和赤驥是死黨兼室友關係，雖然經常吵架但關係非常要好。
在特別週參加「Rigil」的入隊測試落選之後與黃金船和大和赤驥一起將特別週綁到了「Spica」。
大和赤驥
聲：木村千咲
任何事都追求「第一名」的賽馬娘。
和伏特加是死黨兼室友關係，雖然經常吵架但關係非常要好。
在特別週參加「Rigil」的入隊測試落選之後與黃金船和伏特加一起將特別週綁到了「Spica」。
黃金船
聲：上田瞳
個性古怪的賽馬娘，經常拿著魔術方塊。
偶爾在祭典活動或是賽馬場的觀眾席當小販賣小吃。
在第1季經常騷擾目白麥昆，但經常反被傷到眼睛。
在第2季經常騎著一台電動平衡車，在東海帝王受傷時會借給她。
目白麥昆
聲：大西沙織
電視動畫第2季的第二主角。馬娘名家「目白家」的大小姐。具有冷靜淑女般的言行舉止。
在東海帝王的勸說下加入了「Spica」。
在第1季時經常被黃金船糾纏，反擊黃金船的騷擾時經常會命中黃金船的眼睛。
在第2季開始時已獲得一次春季天皇賞優勝。
視東海帝王為對手，實質上兩人互相關心彼此，關係要好。
在翌年的春季天皇賞，與東海帝王約好在比賽中一決勝負，隨後在比賽中再度獲勝，蟬聯春季天皇賞二連霸。
與東海帝王在春季天皇賞一決勝負後沒多久左腿骨折，暫時離開「Spica」，在目白家的療養所復健。
在帝王失去奔跑的目標時，麥昆讓帝王把自己設定為「跑步的理由」而讓帝王找回了目標，並在帝王心情陷入低落甚至一度要放棄奔跑時拉了她一把且一直陪伴在帝王身邊。
痊癒後在復活賽優勝並為春季天皇賞三連霸做好準備，但在比賽中敗給米浴無緣三連霸。
在寶塚紀念獲勝之後，為秋季天皇賞做賽前準備時不幸左腿患上懸韌帶炎，因此陷入絕望之際，帝王表示在自己陷入絕望時，是麥昆拉了自己一把，並一直陪在自己身旁，所以這次輪到她來拉麥昆一把了，並在帝王的鼓勵下，選擇和帝王一起選擇相信「奇蹟」。
北部玄駒
聲：矢野妃菜喜
電視動畫第2季登場，電視動畫第3季的主角。個性開朗的賽馬娘，和里見光鑽是青梅竹馬兼室友。
從小就擁有不太會受傷的強大體格及力量，曾因此用在高難度的重訓並因此成功快速上升自身的實力。
在特雷森學園的學園開放日和里見光鑽一起跟著東海帝王和目白麥昆參觀特雷森學園，憧憬東海帝王。
動畫第2季結尾入學特雷森學園。在第3季開始時已經加入「Spica」。
與大鳴大放參加過同一年的皋月賞及日本德比，皆輸給大鳴大放。
在日本德比賽後沒多久後得知大鳴大放骨折無法出席菊花賞的消息後，因為心裡一時閃過「大鳴大放因此無法出賽很可惜」以及「大鳴大放沒有出席菊花賞的話我就有機會贏」之間互相矛盾的想法而對自己感到很差勁，但被優秀素質以自身參加菊花賞的經驗安慰後，重新找回自信並決定跑出自我，並在之後成功取得菊花賞優勝。
曾在自己與大鳴大放同時參加的寶塚紀念賽前的某個下雨天與大鳴大放一起躲雨的時候，一度因為對方說出自己想在寶塚紀念贏過同世代的菊花賞優勝馬娘而一時感到興奮，但隨後發現對方完全沒認出自己就是當時在那場菊花賞獲得優勝的馬娘時，認為大鳴大放根本完全沒把自己放在眼裏而一時對她感到惱火，不過在該寶塚紀念賽後仍因為大鳴大放左腳受傷而去關心對方，最後也因為大鳴大放對她的實力感到認可後而對此釋然。

#### 隊伍「Rigil（南門二）」
特雷森學園最強的賽馬娘隊伍。每次招募成員時會進行一次入選考試，每次入選考試只有最快的賽馬娘才能加入。
神鷹
聲：高橋未奈美
特別週的同班同學，來自美國的歸國子女，個性開朗活潑，總是帶著一副面具。喜歡吃辣並有摔角的嗜好。與草上飛是室友關係。
與特別週一起參加過「Rigil」的入選考試，贏過特別週並入選。
之後有一段時間遠征法國。在法國參加凱旋門賞時，敗給望族，獲得第二。
在特別週與望族在日本杯對戰前，被特別週問怎麼用法語說「來一場精彩的比賽吧」，開玩笑故意講成「別太囂張」的法文，導致特別週開賽前就樹敵多人。
草上飛
聲：前田玲奈
特別週的同班同學，性格穩重沉著，總是面帶微笑並有著腹黑的性格，在特別週轉入特雷森學園之前就已經是「Rigil」的隊員。與神鷹是室友關係。
登場時處於右腿骨折休養復健的狀態，康復後為了儘快恢復私自增加訓練強度而受到了東條華的訓斥。
在與特別週一起參加寶塚紀念賽前因為特別週只顧著照顧無聲鈴鹿卻不重視比賽而感到有點生氣，比賽中戰勝特別週取得優勝。
經常陪特別週在學校食堂吃飯。食量原本很普通，在第2季時卻已經變得和特別週一樣。
大樹快車
聲：大坪由佳
出身美國的歸國子女，不擅長思考，任何事喜歡憑直覺行動。
在東海帝王帶特別週參觀校園泳池時正好因為跳水濺了東海帝王和特別週滿身的水。
曾因為「Spica」訓練員對東條華的請求安排下與特別週進行了短距離訓練賽，以微弱優勢獲勝。
魯道夫象徵（シンボリルドルフ）
聲：田所梓
特雷森學園的學生會長。被眾人稱呼「皇帝」的三冠賽馬娘。
沉著冷靜，已經被不少後輩的賽馬娘當做類似信仰的對象。
在威嚴的一面之下，其實喜歡講冷笑話。
東海帝王憧憬的對象。自己也經常關心東海帝王，似乎也非常寵帝王。
好歌劇
聲：德井青空
自稱「世界最強最快最美貌的天才賽馬娘」。經常有著自我意識過剩的態度。
曾在京都大賞典以特別週為目標跟跑，但沒想到那場比賽因為特別週過度訓練導致身體僵硬的關係狀態不好，使自己因為節奏亂掉僅獲得第3。
成田白仁
聲：相坂優歌→衣川里佳
孤高且硬派，別稱「遮眼帶怪物」的三冠賽馬娘。
琵琶晨光的妹妹。
在第一季OVA特典「BNW的誓言」中將琵琶晨光為成田大進找到的幸運草交給陷入低潮而不願參加接力賽的成田大進，之後在接力賽當天臨時代替因發燒被醫生退賽的琵琶晨光參加接力賽。
富士奇石
聲：松井惠理子
實力派賽馬娘。SS（周日寧靜）一族的長姐。
特別週所住的學生宿舍(栗東寮)的宿舍長，為第一天報到遲到的特別週安排了暫時的住處。
丸善斯基
聲：Lynn
個性優雅直率，受人憧憬的優秀賽馬娘。
因為一些原因現在並未住在任何學生宿舍並在外面自己獨居。
有著一台跑車並有開車兜風的嗜好，但任何當過她的副駕的人都會對她的開車行為有心理陰影。
曾在食堂不小心被特別週打翻的水杯弄濕了裙子，但沒有因此怪罪特別週並優雅地化解了尷尬。
氣槽
聲：青木瑠璃子
任何事都講求完美的賽馬娘，非常懼怕閃光燈。
學生會成員，經常在魯鐸象徵身邊輔佐學生會相關工作。敬仰魯道夫象徵的同時也非常能夠配合她除了冷笑話以外其他身邊的任何工作行為及指揮。
菱亞馬遜
聲：巽悠衣子
不良少女型的賽馬娘。在粗暴的性格之下，其實有著很會照顧人的一面。
學生宿舍美浦寮的宿舍長。
曾在「Rigil」的入隊測試及特別週與大樹快車的訓練賽中充當終點線。之後在特雷森學園的訓練跑道也有以菱亞馬遜作為形象的終點線看板。

#### 隊伍「Canopus（船底座α）」
電視動畫第2季正式登場的隊伍，以打倒「Spica」為目標努力著。
登場初期因為多數成員和當時的「Spica」一樣是「問題兒童」賽馬娘的關係導致該隊的訓練員南坂有一段時間很難控制該隊伍的秩序。在東海帝王一度想要引退之時偷襲東海帝王特別演唱會的後台讓雙渦輪的比賽實況播映在其面前，幫助打消東海帝王引退的念頭。
優秀素質
聲：前田佳織里
「Canopus」中唯一個性較為正常的賽馬娘，也是唯一在動畫第1季就已經登場過的賽馬娘。
在很有氣質的外表之下，其實個性略微老成，並經常自嘲自己經常在勝利與失敗之間交臂的情況。
東海帝王的同班同學，坐在東海帝王正前方。
第2季登場時為右腿受傷的狀態，康復後看到受傷的東海帝王還沒放棄菊花賞的心情決定積極參賽以便能參加菊花賞和東海帝王較量。隨後在參加菊花賞時儘管東海帝王因為傷勢沒有參加，但仍在比賽時表達出自己想贏過東海帝王的心情。
在東海帝王特別演唱會和詩歌劇及南坂偷襲後台讓雙渦輪的比賽實況播映在東海帝王面前，幫助打消東海帝王引退的念頭。
雙渦輪
聲：花井美春
第2季動畫新登場的賽馬娘，個性活潑，有鯊魚齒。
東海帝王的同班同學，坐在東海帝王斜前方（優秀素質旁邊），上課經常打瞌睡。
最先為「Canopus」提議打倒「Spica」的目標，並發誓總有一天要和東海帝王一決勝負。
在比賽時有強烈的爆發力在比賽開始初期領跑，但通常都氣喘吁吁地在衝過終點線後倒下。
有一段時間經常被東海帝王叫錯名字。
在東海帝王特別演唱會當天透過其他「Canopus」成員偷襲後台讓雙渦輪的比賽實況播映在東海帝王面前，在比賽中向東海帝王表達自己永不放棄的決心並獲得獲勝，幫助打消東海帝王引退的念頭。
生野狄杜斯
聲：田澤茉純
第2季動畫新登場的賽馬娘，帶著鏡片很大的眼鏡。
個性冷靜，具有很深的思想理論。
在東海帝王特別演唱會當天和雙渦輪參加同一場比賽，在雙渦輪後面祈禱雙渦輪能在該比賽優勝。
待兼唐懷瑟
聲：遠野光
第2季動畫新登場的賽馬娘，個性開朗正面，外表偶爾有點天然呆的樣子。
經常因為撞到鼻子導致流鼻血。
在東海帝王特別演唱會和優秀素質及南坂偷襲後台讓雙渦輪的比賽實況播映在東海帝王面前，幫助打消東海帝王引退的念頭。
萬籟爭鳴
聲：MAKIKO
第3季動畫新登場的賽馬娘，喜歡音樂，視比賽為演奏。
喜歡演奏小提琴，但自己的小提琴卻具有自動演奏功能，每次演奏都只是做出演奏的動作並開啟自動演奏功能。
萊斯萊斯
聲：田邊留依
第3季動畫新登場的賽馬娘，頭腦聰明清晰的馬娘，以「最強」為目標不斷自我努力研究。

#### 隊伍「Capella（五車二）」
電視動畫第3季正式登場的隊伍，同時也是第3季動畫第二主角里見光鑽所屬的隊伍。
里見光鑽
聲：立花日菜
電視動畫第2季登場，電視動畫第3季的第二主角。
個性略有幼稚一面的賽馬娘，是里見家族的成員之一，和北部玄駒是青梅竹馬兼室友。
在特雷森學園的學園開放日和北部玄駒一起跟著東海帝王和目白麥昆參觀特雷森學園，憧憬目白麥昆。
動畫第2季結尾入學特雷森學園。
里見皇冠
聲：鈴代紗弓
里見家族的開朗馬娘。
因為同時在日本及香港活躍的關係，與朋友聊天時有時會不經意說出粵語。
與北部玄駒參加過同一年皋月賞及日本德比，僅在日本德比贏過北部玄駒（但未取得優勝）。

#### BNW
收錄於第一季Blu-ray BOX第4卷的OVA特典「BNW的誓言」的主要角色，參加同一年經典三大賽事（皋月賞、日本打比、菊花賞）並分別取得優勝的三位互相關係要好賽馬娘，被眾人稱呼「BNW」，三個字母分別代表琵琶晨光（B）、成田大進（N）和勝利獎券（W），分別拿下同年的皋月賞、日本打比和菊花賞優勝。
琵琶晨光
聲：近藤唯
「BNW」的「B」，冷靜知性的賽馬娘。成田白仁的姐姐。
有讓人覺得頭很大身形，自己也非常在意別人提起這件事。
在第一季OVA特典「BNW的誓言」中擔任接力賽的B隊隊長，為了鼓勵成田大進能參加接力賽而在雨中尋找幸運草，結果在比賽當天因此發燒，由成田白仁代替其參賽。
成田大進
聲：渡部惠子
「BNW」的「N」，個性冷傲自大的賽馬娘。
在第一季OVA特典「BNW的誓言」中，一度因為「BNW」陷入低潮而有引退的想法，並逃避參加接力賽。在收到琵琶晨光的幸運草並在接力賽當天實況轉播被琵琶晨光及勝利獎券鼓勵後重回自信並趕到賽場參賽。雖然完全沒有參與接力賽的N隊的練習，但名義上是N隊隊長。趕到接力賽賽場後以N隊最後一棒率先衝過終點線為N隊拿下接力賽優勝，但其N隊優勝資格因為其隊員黃金船抄捷徑的關係被判失格。（其後替補優勝資格的隊伍W隊及B隊也分別因為特別週與伏特加的違規交棒及目白麥昆的無意妨礙對手超前行為被判失格，因此接力賽的優勝從缺。）
勝利獎券
聲：渡部優衣
「BNW」的「W」，個性元氣、感受性強的賽馬娘，臉上貼著OK蹦，外號「獎卷藏」。
受小孩歡迎並有抓甲蟲的興趣，會把抓到的甲蟲送給對甲蟲有興趣的小孩。
在第一季OVA特典「BNW的誓言」中，一度因為「BNW」陷入低潮而拒絕參與接力賽，但很快就因為特別週等人的鼓勵而重回信心並擔任接力賽的W隊隊長參與接力賽。

#### 其他賽馬娘
青雲天空
聲：鬼頭明里
特別週的同班同學，個性我行我素的賽馬娘。雖然愛睡覺但有讓人感覺莫名奇妙的實力，同時也很擅長詐騙並玩弄其他人。
與特別週參加過同一年經典三大賽事，除了在日本德比輸給特別週以外，在皋月賞和菊花賞皆贏過特別週並取得優勝。
春麗/春烏拉拉
聲：首藤志奈
個性樂觀，不論輸幾次都不氣餒的元氣賽馬娘。
與特別週一起參加過「Rigil」的入選考試，賽前自信滿滿，但結果是最後一名。
經常從高知縣帶一堆特產回來。在特雷森學園的祭典等活動經常擺攤販售高知特產。
帝皇光輝（別稱：聖王光環）
聲：佐伯伊織
特別週的同班同學，高傲且自尊心非常強烈的賽馬娘。
春麗的室友。（遊戲設定）
與特別週一起參加過「Rigil」的入選考試，輸給神鷹及特別週落選。
與特別週參加過同一年經典三大賽事，僅在皋月賞贏過特別週(但未取得優勝)。
小栗帽
聲：高柳知葉
性格冷淡的賽馬娘。
食量非常大，在動畫中經常在食堂或是其他部分有食物的地方客串登場。
曾在祭典參加甜甜圈大胃王比賽，獲得冠軍，但因為自己參賽原因只是為了吃甜甜圈而已，於是主動把獎品讓給第二名的玉藻十字。
在甜甜圈大胃王比賽後與玉藻十字、超級小海灣和稻荷一成為朋友。在小栗帽出賽冬季夢之杯的時候被她們鼓勵若贏得勝利就帶她去大吃一頓。
玉藻十字
聲：大空直美
小栗帽的同班同學兼室友，身形嬌小性格急躁的賽馬娘。
曾在祭典與小栗帽和超級小海灣參加甜甜圈大胃王比賽敗給小栗帽，但小栗帽把獎品讓給了玉藻十字。
在小栗帽出賽冬季夢之杯的時候，與超級小海灣和稻荷一一起鼓勵小栗帽。
超級小海灣（別稱：超級小溪）
聲：優木加奈
小栗帽的同班同學，溫和悠然具有母性的賽馬娘。
曾在祭典與小栗帽和玉藻十字參加甜甜圈大胃王比賽，結果一時憤怒想要追過小栗帽時不小心把部分甜甜圈飛進小栗帽的盤子裡而在最後失去資格。
在小栗帽出賽冬季夢之杯的時候，與玉藻十字和稻荷一一起鼓勵小栗帽。
稻荷一（別稱：稻荷君）
聲：井上遙乃
小栗帽的同班同學，持有江戶人信念的賽馬娘，即便自己的出身似乎並不符合江戶人。
曾在祭典擔任甜甜圈大胃王比賽的主持人。
在小栗帽出賽冬季夢之杯的時候，與玉藻十字和超級小海灣一起鼓勵小栗帽。
摩耶重炮
聲：今村彩夏→星谷美緒
個性天真爛漫的元氣賽馬娘，比賽時經常隨自己的心情變換跑法。
東海帝王的室友，通常都比東海帝王還要晚起床。
美浦波旁
聲：長谷川育美
性格略如機器人般木訥的賽馬娘，為了回應訓練員黑沼的期待經常嚴格訓練。
以不敗成績於皋月賞、日本德比取得優勝後在粉絲期待能獲得三冠的鼓勵下參加菊花賞時敗給米浴無緣三冠。
在米浴想要退出春季天皇賞的比賽時鼓勵米浴，並在之後陪伴米浴的自主訓練。
米浴
聲：石見舞菜香
雖然很懦弱，但能夠為了什麼而不斷努力並堅強的賽馬娘。
與美浦波旁參加過同一年經典三大賽事，於皋月賞、日本德比敗給美浦波旁後於菊花賞取得優勝，但因為當時觀賽菊花賞的觀眾多數是期望美浦波旁能獲得三冠的期望下觀賽的關係，導致在場的多數觀眾對此結果表達不滿噓聲。
曾因為受到菊花賞時觀眾的不滿噓聲及眾人希望目白麥昆能在春季天皇賞獲得三連霸的期望的影響下一度想要退出春季天皇賞的比賽，後來受到美浦波旁等人的鼓勵下打消退出比賽的念頭。之後為了春季天皇賞展開自主訓練，並在美浦波旁的打氣下取得春季天皇賞優勝。
目白善信
聲：野口百合
原本個性及戰績平凡，後來受到大德日神影響下學會辣妹說話方式並讓戰績略微起色的「爆領」賽馬娘。
在戰績平凡之時請求待兼福來為她占卜並給予建議，得到要有可以一起競爭的夥伴以及要當「爆領」賽馬娘的建議。使她之後認識大德日神，並讓戰績起色。
大德日神（別稱：大德太陽）
聲：山根綺
個性及說話方式如同辣妹的賽馬娘。
在目白善信得到要有可以一起競爭的夥伴的建議後巧遇正在樹洞發洩情緒的她，並在之後成為目白善信要好的夥伴並教她辣妹說話方式。
高尚駿逸
聲：夏吉優子
性格內向害羞的馬娘，不太敢與其他馬娘搭話。
在優秀的姐姐及妹妹面前關係似乎不太好。
待兼福來
聲：新田日和
愛好算命的賽馬娘。
在特雷森學園內經營算命小屋，有不少賽馬娘曾光顧過。
為目白善信算命算出要有可以一起競爭的夥伴以及要當「爆領」賽馬娘的建議，使目白善信在之後的比賽獲得不少好成績。
名將戶仁（別稱：名將怒濤）
聲：和多田美咲
個性保守，經常負面思考的賽馬娘。
經常待在待兼福來身邊輔佐算命工作。
在東海帝王特別演唱會負責後台工作時遭遇偷襲，被優秀素質及詩歌劇按壓在地上，使南坂得以讓雙渦輪的比賽實況播映在東海帝王面前。
黃金城
聲：香沙希
擁有美麗外表的賽馬娘，身兼模特兒及造型師的工作。
在東海帝王曾經去過的理髮廳工作過。
櫻花進王（別稱：櫻花驀進王）
聲：三澤紗千香
習慣用自認為是最快速的方式解決事情的賽馬娘，連智慧環都只想靠蠻力直接解開。
特雷森學園的學級委員長，但經常有暴走的行為。
在第一季OVA特典「BNW的誓言」中擔任接力賽的會場主持人。
曾因為看上美浦波旁適合短距離賽的資質推薦美浦波旁專注於短距離賽，但被對方以自己要以達成三冠為目標拒絕。
目白賴恩（別稱：目白雷恩）
聲：土師亞文
目白家族成員之一，與目白麥昆和目白多伯住在同一座豪宅。
外表男孩子氣並經常以訓練肌肉的方式訓練自己，但私下稍微有想要留長髮並打扮的更像女孩子的想法。
目白多伯
聲：久保田光
目白家族成員之一，與目白麥昆和目白賴恩住在同一座豪宅。
外表看似冷漠而難以接近的美少女，實際上非常怕羞並經常感到自卑。
在動畫第1季曾無意偷發現目白麥昆與黃金船搶點心吃的場景。
雪中美人
聲：山本希望
來自岩手的純樸美少女，入學後雖然想擺脫自己說方言的習慣，但偶爾還是不自覺說出方言。
曾在動畫第1季OVA經營岩手特產店，並在之後小栗帽的一口麵挑戰中負責給麵給小栗帽。
曼城茶座（別稱：曼哈頓咖啡）
聲：小倉唯
漆黑長髮的馬娘。喜歡咖啡，討厭紅茶。
似乎有著讓人感到寒意的靈異體質。
在動畫第1季OVA原本要經營咖啡店，但後來參加接力賽並成為B隊隊員。
醒目飛鷹
聲：大和田仁美
希望能成為頂尖馬娘偶像的馬娘。
曾在動畫第1季OVA擔任接力賽最後一棒的訪問員。
空中神宮
聲：津田美波
外表看似凶暴的馬娘，其凶暴外表之下實際上擅長擔任電腦駭客。
曾在動畫第1季OVA參加接力賽並成為N隊隊員。後來參加大阪盃時因為在起跑前與隔壁的黃金船發生糾紛導致自己與黃金船晚起跑。
微光飛駒
聲：田中愛美
體格小巧個性淘氣的馬娘。
喜歡特攝片，並希望自己也能成為英雄。
曾在動畫第1季OVA與菱曙一起演特攝劇並擔任英雄角色。
菱曙
聲：松嵜麗
體格和心胸都很大的馬娘。喜歡吃東西也喜歡給人東西吃。
曾在動畫第1季OVA與微光飛駒一起演特攝劇並擔任綁架小孩的角色。
曾在動畫第2季東海帝王與目白麥昆帶北部玄駒與里見光鑽參觀校園泳池時正好因為跳水濺了東海帝王滿身的水。
艾尼斯風神
聲：嶺內智美→長江里加
生活節儉的馬娘，是養育著妹妹們的樑柱。經常注意超市的特價時間。
曾在動畫第1季OVA參加接力賽並成為W隊隊員，並透過和同隊的東海帝王猜拳取得第一棒的位置。
愛麗速子
聲：上坂菫
愛好實驗及發明藥物的馬娘。
曾在動畫第1季OVA參加接力賽並成為N隊隊員。
愛慕織姬
聲：咲咲木瞳
個性陰沉並對人略有敵意的馬娘，其個性似乎和自己的出身有關。
曾在動畫第1季OVA參加接力賽並成為W隊隊員。
榮進閃耀
聲：藤野彩水
德國出生的馬娘。嚴格對自己要求守時及遵守紀律。
興趣是製作甜點，且對任何材料都不允許有1公克的誤差。
曾在動畫第1季OVA參加接力賽並成為W隊隊員。
千明代表
聲：天海由梨奈
與魯道夫象徵和成田白仁同為三冠賽馬娘。
曾在動畫第2季出現在東海帝王參加的日本德比的觀眾席，並在賽前祝福西塔布雷〈原型應為 夏科格雷〉。
美妙姿勢
聲：橋本千波
愛爾蘭出生的大小姐。來到日本後對庶民事物非常感興趣(尤其是拉麵)。
曾在動畫第1季OVA經營拉麵攤。
真弓快車（別稱：奧斯頓真弓）
聲：井上穗乃花
說話語氣溫吞的馬娘，身邊總是帶著自己的玩偶。
經常有搶鏡的行為，看到拍攝現場會忍不住想要在鏡頭前露臉。
小林歷奇
聲：稻垣好
喜歡研究風水命理的馬娘，其勝負服也具有道士的風格。
大鳴大放
聲：秋奈
電視動畫第3季登場。性格些許冷漠的精英馬娘，與氣槽從小就認識並從小就接受氣槽媽媽的訓練。
說話似乎不太會看氣氛，曾在直播採訪中不斷地因為自身的言詞而導致氣氛尷尬並讓氣槽不斷地為此圓場。
與北部玄駒參加過同一年的皋月賞及日本德比，皆贏過北部玄駒並取得優勝。
在日本德比賽後沒多久後骨折，導致自身無法出席菊花賞而無緣三冠。
雖然有出現在自己未能出席的菊花賞的比賽現場進行觀賽，卻似乎沒有特別記住贏下菊花賞的馬娘是北部玄駒，導致自己與北部玄駒同時參加的寶塚紀念賽前的某個下雨天與北部玄駒一起躲雨的時候，向對方說出自己想在寶塚紀念贏過同世代的菊花賞優勝馬娘，卻沒認出對方就是在那場菊花賞優勝的北部玄駒，導致對方認為自己根本沒被大鳴大放放在眼裏並讓對方因此惱火，直到在寶塚紀念比賽的時候，一時為了追上跑在最前方的北部玄駒而讓自己左腳受傷才深刻地記住北部玄駒並認可她的實力而讓對方因此釋然。
極峰
聲：奧野香耶
電視動畫第3季登場。高尚駿逸和強擊的姐姐。
意志堅強，希望自己能成為兩位妹妹的好榜樣。
強擊
聲：伊藤彩沙
電視動畫第3季登場。高尚駿逸和極峰的妹妹。帶有小惡魔系的少女。
嚮往名人般地生活，希望有朝一日在杜拜比賽。

#### 原創的賽馬娘
金色旅程
僅在動畫第1季登場，而且於季裡多次出現的馬娘。沒有聲優，名字是在第8話於旁述實況中提到的黑髮綠瞳賽馬娘。
在第6話寶塚記念只能步無聲鈴鹿的後塵獲得第2名，第10話天皇賞（秋）在領先的情況下最後直路被特別週超車得第2名。
其原型被认为是黃金旅程（ステイゴールド），於現實的2001年GI級賽事香港瓶獲勝，亦因此成為首匹奪得海外GI國際賽冠軍的日本產賽駒。
皇后貝雷（別稱：靈巧貝雷）
聲：赤崎千夏
僅在動畫第1季登場。帶著眼罩的銀髮賽馬娘。
與特別週參加同一場出道戰，在比賽中多次使用各種手段妨礙特別週但還是敗給特別週獲得第二。
遮陽帽（別稱：防曬帽）
聲：釘宮理惠
僅在動畫第1季登場。帶著遮陽帽的賽馬娘。
在無聲鈴鹿的復活賽登場參賽的對手之一，並在比賽中敗給無聲鈴鹿。
在第一季OVA特典「BNW的誓言」中，因為成田大進一直沒有出席接力賽的關係被N隊隊員及其他兩隊隊長的請求下假扮成田大進，直到真的成田大進趕到賽場為止。
望族（別稱：布盧瓦耶）
聲：池澤春菜
僅在動畫第1季登場。來自法國，歐洲第一的金髮賽馬娘。
在凱旋門賞戰勝神鷹後來到日本參加日本杯，並在日本杯敗給特別週。
其原型應為望族（モンジュー）。
李奧納塔爾
聲：青山吉能
僅在動畫第2季登場。中短髮的賽馬娘。
與東海帝王參加同一場日本德比並被丸善斯基看好，敗給東海帝王獲得第二。
參加東海帝王未能出席的菊花賞獲得優勝，儘管菊花賞的比賽中東海帝王因為傷勢沒有參加，但仍在比賽時表達出自己想贏過東海帝王的心情。
其原型應為李奧德班（レオダーバン）。
大三元
聲：原優子
僅在動畫第2季登場。長髮且略為自傲的賽馬娘。
曾與目白麥昆參加同一場有馬紀念贏過目白麥昆，因此在大阪杯時認為曾贏過目白麥昆的自己能贏過東海帝王，結果敗給東海帝王。
其原型應為大勇作（ダイユウサク）。

### 其他人物

#### 特雷森學園人物
西崎龍
聲：沖野晃司
隊伍「Spica」的訓練員。
嘴裡經常唅著一根棒棒糖。
為人輕浮，指導方針有時候也顯得很隨便。但實際上對於「闪光系列赛」投入了非同常人的熱情，比任何人都要真摯地考慮賽馬娘的事情。
與「Rigil」的訓練員東條是舊識。似乎曾因某些原因而暫時離開過訓練員業……。
觀察馬娘時喜歡摸賽馬娘的腿，所以經常被踢。
雖然看起來很不正經，但處處體現著作為訓練員獨到的眼光和豐富的專業經驗。
似乎工資並不高，加上偶爾會請「Spica」的馬娘們吃飯，總是處於窮困潦倒的狀態，經常讓東條華請他喝酒。
很會做飯，在動畫第一季第8集裡為「Spica」的馬娘們做了豐盛的大餐。
東條花 （別稱：東條華）
聲：豐口惠
學園最強隊伍「Rigil」的訓練員。
冷酷的美女，指導方針也非常嚴格，不容許一切對於勝利而言不必要的事物。
獨自收集數據，並基於此制定的合理戰略是其最大的武器。
被主人公稱為「阿花小姐」，似乎有著某種孽緣。
南坂
聲：古川慎
第2季動畫登場，隊伍「Canopus」的訓練員。
身穿西裝的文靜男子。經常對隊伍成員擅自召開的會議感到無言以對，並表示這段時間不如拿來訓練。在雙渦輪為了打消東海帝王引退念頭的請求下策畫偷襲東海帝王特別演唱會後台的計畫。
黑沼（聲：黑田崇矢）
第2季動畫登場，美浦波旁所屬的隊伍訓練員。
帶著墨鏡的肌肉男子。會以較為斯巴達式的訓練方式訓練隊伍內的馬娘。在美浦波旁受傷之後為自己的嚴格稍有慚愧之意並向其道歉。
駿川手綱（別稱：駿川韁繩）
聲：藤井幸代
特雷森學園的职员。
性格溫厚，帶有沉穩氣氛的優秀大姐姐。

## 製作人員
- 原作：Cygames[8]
- 導演：及川啟[8]
- 副導演：太田知章（第1期）[8]
- 助導演：成田巧（第2期）
- 劇本統籌：石原章弘[1]、杉浦理史（日语：杉浦理史）（第1期）[8]→Cygames（第2期）
- 人物設定：椛島洋介[8]、辻智子
- 總作畫監督：椛島洋介[8]、藤本悟（第2期追加）、福田佳太、仁井学（第3期追加）
- 美術監督：伊藤弘（第1期）[8]→岡本穗高（第2期）→作山拓见（第3期）
- 美術：草薙[8]
- 攝影監督：並木智[8]
- 色彩設計：中野尚美[8]
- 3D監督：市川元成（第1期）[8]→吉良柾成（第2期）
- 剪輯：高橋步[8]
- 音樂：UTAMARO movement[8]
- 音樂企劃製作：岩代太郎（日语：岩代太郎）[8]
- 音樂製作：Lantis[8]
- 音響監督：森田祐一[8]
- 音響製作：HALF H·P STUDIO（日语：HALF H・P STUDIO）[8]
- 動畫製作：P.A.WORKS（第1期）[8]→STUDIO KAI（第2、3期）
- 制作協力：P.A.WORKS（第2期）

## 主題曲
第1期
片頭曲「Make Debut！」
作詞、作曲：新田目駿，編曲：新田目駿、廣澤悠也
主唱：特別週（和氣杏未）、無聲鈴鹿（高野麻里佳）、東海帝王（Machico）、伏特加（大橋彩香）、大和赤驥（木村千咲）、黃金船（上田瞳）、目白麥昆（大西沙織）
第1话作片尾曲，第13话作插曲。
片尾曲
「！」（第2－4、6、8－11話、「BNW的誓言」①②）
作詞：，作曲：桑原聖，編曲：酒井拓也
主唱：特別週（和氣杏未）、無聲鈴鹿（高野麻里佳）、東海帝王（Machico）、伏特加（大橋彩香）、大和赤驥（木村千咲）、黃金船（上田瞳）、目白麥昆（大西沙織）
（第5話）
作詞：Apis，作曲、編曲：Lucas，主唱：特別週（和氣杏未）
「Silent Star」（第7話）
作詞：Cygames（corochi），作曲、編曲：田中秀和，主唱：無聲鈴鹿（高野麻里佳）
「Find My Only Way」（第12話）
作詞：，作曲：新田目翔，編曲：熊田知存
主唱：特別週（和氣杏未）、無聲鈴鹿（高野麻里佳）、東海帝王（Machico）、伏特加（大橋彩香）、大和赤驥（木村千咲）、黃金船（上田瞳）、目白麥昆（大西沙織）
（第13話）
作詞、作曲、編曲：Cygames（本田晃弘）
主唱：特別週（和氣杏未）、無聲鈴鹿（高野麻里佳）、東海帝王（Machico）、伏特加（大橋彩香）、大和赤驥（木村千咲）、黃金船（上田瞳）、目白麥昆（大西沙織）、神鷹（高橋未奈美）、草上飛（前田玲奈）、星雲天空（鬼頭明里）、帝皇光輝（佐伯伊織）、春麗（首藤志奈）、魯鐸象徵（田所梓）、大樹快車（大坪由佳）、氣槽（青木瑠璃子）、亞馬遜（巽悠衣子）、富士奇蹟（松井惠理子）、丸善斯基（Lynn）、好歌劇（德井青空）、琵琶晨光（近藤唯）、成田白仁（相坂優歌）、小栗帽（高柳知葉）、超級小海灣（優木加奈）、玉藻十字（大空直美）、稻荷一（井上遙乃）、勝利獎券（渡部優衣）、目白賴恩（土師亞文）、目白多伯（久保田光）、優秀素質（前田佳織里）、榮進閃耀（藤野彩水）、待兼福來（新田日和）、名將戶仁（和多田美咲）
「Enjoy and Join」（「BNW的誓言」③）
作詞、作曲、編曲：新田目駿
主唱：美浦波旁（長谷川育美）、星雲天空（鬼頭明里）、愛麗速子（上坂堇）、好歌劇（德井青空）、空中神宮（津田美波）、黃金船（上田瞳）、成田大進（渡部惠子）
合奏（Fanfare）
（第1话、EXTRA R②）
作曲：高田龙一（MONACA）
（第3－5话、第7话、第10－12话）
作曲、编曲：高田龙一（MONACA）
（第6话）
作曲、编曲：高田龙一（MONACA）
（EXTRA R③）
作曲、编曲：小林启树
插入曲
（第1話）
作詞、作曲：瀧田綺美，編曲：中西亮輔，主唱：無聲鈴鹿（高野麻里佳）
「ENDLESS DREAM」（第2、3話）
作詞：磯谷佳江，作曲、編曲：Cygames（內田哲也），編曲：Cygames（內田哲也）、瀧澤俊輔
主唱：特別週（和氣杏未）、無聲鈴鹿（高野麻里佳）、東海帝王（Machico）
（第3、10話）
作詞：Cygames（corochi），作曲：Cygames（本田晃弘），編曲：中西亮輔，主唱：東海帝王（Machico）
「SEVEN」（第8、10話）
作詞：Apis，作曲、編曲：TAKT，主唱：魯鐸象徵（田所梓）
「Special Record！」（第13話）
作詞、作曲：新田目駿，編曲：廣澤優也、新田目駿
主唱：特別週（和氣杏未）、無聲鈴鹿（高野麻里佳）、東海帝王（Machico）、伏特加（大橋彩香）、大和赤驥（木村千咲）、黃金船（上田瞳）、目白麥昆（大西沙織）、神鷹（高橋未奈美）、草上飛（前田玲奈）、魯鐸象徵（田所梓）、氣槽（青木瑠璃子）、亞馬遜（巽悠衣子）、富士奇蹟（松井惠理子）、丸善斯基（Lynn）、好歌劇（德井青空）、琵琶晨光（近藤唯）、成田白仁（相坂優歌）、小栗帽（高柳知葉）
「春空BLUE」（「BNW的誓言」③）
作詞：結城愛良，作曲：shilo，編曲：松田彬人
主唱：勝利獎券（渡部優衣）、成田大進（渡部惠子）、琵琶晨光（近藤唯）
第2期
片頭曲（第2－12話；第13話作為插入曲使用）
作詞：，作曲、編曲：東大路憲太
主唱：特別週（和氣杏未）、無聲鈴鹿（高野麻里佳）、東海帝王（Machico）、伏特加（大橋彩香）、大和赤驥（木村千咲）、黃金船（上田瞳）、目白麥昆（大西沙織）
第1话未使用，第13話插入曲主唱：東海帝王（Machico）、琵琶晨光（近藤唯）、優秀素質（前田佳織里）
片尾曲
（第2－6話、第8－9話、第11－12話；第13話作為插入曲使用）
作詞：，作曲：本多友紀，編曲：河合泰志
主唱：東海帝王（Machico）、目白麥昆（大西沙織）
（第7話）
作詞：宮嶋淳子，作曲：成本智美，編曲：賀佐泰洋
主唱：米浴（石見舞菜香）
（第10話）
作詞、作曲：原田篤，編曲：脇眞富
主唱：東海帝王（Machico）
（第13話）
作詞、作曲、編曲：本田晃弘
主唱：特別週（和氣杏未）、無聲鈴鹿（高野麻里佳）、東海帝王（Machico）、伏特加（大橋彩香）、大和赤驥（木村千咲）、黃金船（上田瞳）、目白麥昆（大西沙織）、魯鐸象徵（田所梓）、優秀素質（前田佳織里）、雙渦輪（花井美春）、狄杜斯（田澤茉純）、詩歌劇（遠野光）、目白善信（野口百合）、大德日神（山根綺）、美浦波旁（長谷川育美）、米浴（石見舞菜香）、琵琶晨光（近藤唯）、成田大進（渡部惠子）、勝利獎券（渡部優衣）、北部玄駒（矢野妃菜喜）、里見光鑽（立花日菜）、丸善斯基（Lynn）、重砲（星谷美緒）、菱曙（松嵜麗）、氣槽（青木瑠璃子）、待兼福來（新田日和）、名將戶仁（和多田美咲）、星雲天空（鬼頭明里）、草上飛（前田玲奈）、神鷹（高橋未奈美）、櫻花進王（三澤紗千香）、目白賴恩（土師亞文）、目白多伯（久保田光）、成田白仁（衣川里佳）
合奏（Fanfare）
（第1、4、13話）
作曲、編曲：高田龍一（MONACA）
（第2、5、8話）
作曲、編曲：小林啟樹
（第3話）
作曲、編曲：小林启树
插入曲
「winning the soul」（第1話片尾插入曲）
作詞、作曲、編曲：宮崎誠
主唱：東海帝王（Machico）
（第8話）
作詞：宮嶋淳子，作曲：成本智美，編曲：賀佐泰洋
主唱：米浴（石見舞菜香）
（第10話）
作詞：corochi，作曲：本田晃弘，編曲：中西亮輔
主唱：東海帝王（Machico）
第3期
片頭曲
第1話、第13話没有使用该op
作詞：椎名宇伊、本田晃弘
作曲：本田晃弘、Lucas Nainemoutou、千葉梓
編曲：東大路憲太、下智子、伊禮完
主唱：北部玄驹（矢野妃菜喜）、里见光钻（立花日菜）、里见皇冠（鈴代紗弓）、高尚俊逸（夏吉ゆうこ）、万籁争鸣（MAKIKO）、大鸣大放（秋奈）
片尾曲
（第1话）
作詞：真崎艾莉卡，作曲：本多友紀（Arte Refact），編曲：水野谷憐（Arte Refact）
主唱：北部玄駒（矢野妃菜喜）
「アコガレChallenge Dash!!」（第1话、第4话、第6话、第9话、第13話未使用）
作詞：真崎艾莉卡
作曲：桑原聖
編曲：酒井拓也
主唱：北部玄驹（矢野妃菜喜）、特别周（和氣あず未）、无声铃鹿（高野麻里佳）、东海帝王（Machico）、伏特加（大橋彩香）、大和赤骥（木村千咲）、黄金船（上田 瞳）、目白麦昆（大西沙織）
「空のほほえみ方」（第4话）
作词：柿沼雅美，作曲、编曲：佐藤厚仁，主唱：北部玄驹（矢野妃菜喜）
「夢のこたえ」（第6话）
作词：柿沼雅美，作曲、编曲：Aira，主唱：里见光钻（立花日菜）
「Ambitious World」（第9话）
作词：真崎艾莉卡，作曲、编曲：大熊淳生，主唱：里见光钻（立花日菜）、北部玄驹（矢野妃菜喜）
合奏（Fanfare）
（第1、3、7、11～13話）
作曲、編曲：高田龍一（MONACA）
（第2、6、9話）
作曲、編曲：小林啟樹
（第5、10話）
作曲、編曲：椎名豪
插入曲
（第1話）
作曲、編曲：多田彰文（イマシン）
（第12話）
作词：宫岛淳子，作曲、编曲：池田健仁
主唱：高尚骏逸（夏吉优子）
（第13話）
作詞：椎名宇伊、本田晃弘，作曲：本田晃弘、Lucas Nainemoutou、千葉梓，編曲：東大路憲太、下智子、伊禮完
主唱：北部玄駒（矢野妃菜喜）、高尚駿逸（夏吉優子）

## 各話列表
| 話數    | 日文標題 | 中文標題          | 劇本                | 分鏡                   | 演出                                            | 作畫監督 | 首播日期       |
| 第1期   | 第1期    | 第1期             | 第1期               | 第1期                  | 第1期                                           | 第1期 | 第1期          |
| ------- | -------- | ----------------- | ------------------- | ---------------------- | ----------------------------------------------- | --- | -------------- |
| 第1R    |          | 夢想的大門！      | 杉浦理史            | 及川啟                 | 及川啟 太田知章                                 | 辻智子、椛島洋介 | 2018年 4月1日  |
| 第2R    |          | 突如其來的出道戰  | 杉浦理史            | 及川啟                 | 阿部百合子 菅沼芙實彥                           | 井上裕亮、鍋田香代子 | 2018年 4月1日  |
| 第3R    |          | 第一次的決勝戰    | 杉浦理史            | 及川啟                 | 太田知章                                        | 宮崎司、鍋田香代子 | 4月8日         |
| 第4R    |          | 來特訓吧！        | 米內山陽子          | 增井壯一               | 阿部百合子                                      | 井上裕美、秋山有希 宮下雄次                                                                                                  | 4月15日        |
| 第5R    |          | Derby上的宿敵之戰 | 杉浦理史            | 及川啟                 | 許琮                                            | 宮崎司、小島明日香 | 4月22日        |
| 第6R    |          | 秋高馬肥          | 池田亮              | 本間修                 | 本間修                                          | 大東百合惠、小島明日香 秋山有希                                                                                              | 4月29日        |
| 第7R    |          | 約定              | 杉浦理史            | 今泉賢一               | 藤井康雄                                        | 村長由紀、岩崎亮 宮下雄次、市原圭子 小島明日香、宮崎司 井上裕亮 Kim Eun-seon Kwon Hyeok-jeong Park Ae-ri                     | 5月6日         |
| 第8R    |          | 為了妳            | 米內山陽子          | 及川啓                 | 大田知章                                        | 日下部智津子 | 5月13日        |
| 第9R    |          | Spica的夢想       | 杉浦理史            | 今泉賢一               | 今泉賢一                                        | 椛島洋介、井上裕亮 宮崎司、辻智子 宮下雄次、村長由紀 阿部美佐緒、池津壽惠                                                    | 5月20日        |
| 第10R   |          | 無論跌倒多少次    | 池田亮              | 高村彰                 | 熨斗谷充孝                                      | 椛島洋介、井上裕亮 宮崎司、小島明日香 宮下雄次、辻智子 村長由紀、阿部美佐緒 岩崎亮、柴田裕司                                 | 5月27日        |
| 第11R   |          | 歡迎回來！        | 米內山陽子          | 本間修                 | 本間修                                          | 椛島洋介、井上裕亮 宮崎司、小島明日香 辻智子、宮下雄次 村長由紀、阿部美佐緒 松岡謙治、野田康行 合田真さ美                    | 6月3日         |
| 第12R   |          | 夢想的舞台        | 池田亮              | 今泉賢一               | 高村彰 阿部百合子                               | 椛島洋介、井上裕亮 宮崎司、小島明日香 辻智子、宮下雄次 阿部美佐緒、村長由紀 柴田裕司、伊禮えり                               | 6月10日        |
| EXTRA R |          | 吹響未來的樂章!   | 杉浦理史            | 及川啓                 | 太田知章 及川啓 許琮 本間修 今泉賢一 阿部百合子 | 椛島洋介、辻智子 井上裕亮、宮崎司 小島明日香、宮下雄次 合田真さ美、阿部美佐緒 川面恒介、秋山有希 若山正志、河野直人 伊禮えり | 6月17日        |
| EXTRA R |          | BNW的誓言①        | 杉浦理史            | 及川啓                 | 太田知章                                        | 辻智子、村長由紀 | 不適用         |
| EXTRA R |          | BNW的誓言②        | 杉浦理史            | 及川啓                 | 平野宏樹                                        | | 不適用         |
| EXTRA R |          | BNW的誓言③        | 杉浦理史            | 及川啓 本間修          | 本間修                                          | 椛島洋介、辻智子 鍋田香代子、宮下雄次 高橋瑞紀                                                                               | 不適用         |
| 第2期   |          |                   |                     |                        |                                                 | |                |
| 第1話   |          | 東海帝王          | 杉浦理史            | 及川啓                 | 成田巧                                          | 中島順、宗圓祐輔 | 2021年 1月4日  |
| 第2話   |          | 絕不退讓！        | 米内山陽子          | 及川啓                 | 佃泰佑                                          | | 1月11日        |
| 第3話   |          | 相遇              | 池田亮              | 成田巧                 | 吉川志我津                                      | 、福田佳太 | 1月18日        |
| 第4話   |          | TM對決！          | 杉浦理史            | 小野勝巳               | 太田知章                                        | 關口可奈味、齊藤佳子 Kim Eun-sun Lee Bu-hee                                                                                  | 1月25日        |
| 第5話   |          | 不敗與連勝        | 杉浦理史            | 及川啓 成田巧          |                                                 | 桐谷真咲、辻智子 坂本俊太 | 2月1日         |
| 第6話   |          | 為了什麼          | 米内山陽子          | 宗廣智行               | 本間修                                          | 井上裕亮、村長由紀 鍋田香代子                                                                                                | 2月8日         |
| 第7話   |          | 祝福的名字        | 池田亮              | 及川啓 成田巧          | 筑紫大介 飯田大樹                               | 關口可奈味 Kim Eun-sun Kim Hye-soo Kwon Hee-jae                                                                              | 2月15日        |
| 第8話   |          | 小小的祈禱        | 杉浦理史            | 及川啓                 | 佃泰佑                                          | 中島順、宗圓祐輔 坂本俊太、桐谷真咲 鈴木光                                                                                   | 2月22日        |
| 第9話   |          | 秒錶              | 米内山陽子          | 吉川志我津 及川啓      | 太田知章                                        | 井上裕亮 Lee Min-bae Kim Yu-sun Park Ae-lee Kim Bo-kyung 月面、壽門堂                                                        | 3月1日         |
| 第10話  |          | 一定、肯定        | 米内山陽子 永井真吾 | 種村綾隆               | 種村綾隆                                        | 福田佳太、 桐谷真咲 | 3月8日         |
| 第11話  |          | 這種心情          | 永井真吾            | 成田巧                 | 本間修                                          | 關口可奈味 Kim Eun-sun Kim Yu-seon Shin Jae-hee Lee Sang Jin                                                                 | 3月15日        |
| 第12話  |          | 兩人              | 永井真吾            | 堀米健二               | 佃泰佑 及川啓                                   | 辻智子、桐谷真咲 坂本俊太 | 3月22日        |
| 第13話  |          | 賭上夢想          | 永井真吾            | 及川啓 成田巧 小野勝巳 | 成田巧 及川啓 吉川志我津 佃泰佑                 | 中島順、 福田佳太、桐谷真咲 坂本俊太、辻智子 鍋田香代子                                                                      | 3月29日        |
| 第3期   |          |                   |                     |                        |                                                 | |                |
| 第1話   |          | 憧憬的景色        | 永井真吾            | 及川啟                 | 佃泰佑                                          | 秋月彩、伊藤幸 坂本俊太 | 2023年 10月4日 |
| 第2話   |          | 起跑線            | 永井真吾            | 及川啟                 | 成田巧                                          | 富永一仁、福田佳太 三股浩史                                                                                                  | 10月11日       |
| 第3話   |          | 夢想不會結束      | 樋口達人            | 町谷俊輔               | 町谷俊輔                                        | 藤本悟 | 10月18日       |
| 第4話   |          | 只屬於我的光輝    | 松野芽衣子          | 境宗久                 | 安川央里                                        | 國松聖士 小林陽奈 | 10月25日       |
| 第5話   |          | 自我的證明        | 樋口達人            | 堀米健二               | 佐久間瑞希                                      | 秋月彩、伊藤幸 富永一仁、橋口隼人                                                                                            | 11月1日        |
| 第6話   |          | 鑽石              | 南幸大              | 及川啟                 | 佃泰佑                                          | 椛島洋介、坂本俊太 、福田佳太 三股浩史                                                                                       | 11月8日        |
| 第7話   |          | 我们的有马纪念    | 永井真吾            | 及川启 成田巧          | 安川央里                                        | 伊藤幸、桐谷真咲 富永一仁、中尾和麻 中岛顺、福田佳太                                                                         | 11月15日       |
| 第8話   |          | 一直存在之物      | 松野芽衣子          | 須岡伊太時             | 須岡伊太時                                      | 國松聖士、小林陽奈 坂本俊太、中島順 橋口隼人、福田佳太 舛裕美、三股浩史                                                      | 11月22日       |
| 第9話   |          | 熱氣逼人          | 樋口達人            | 光田史亮               | 光田史亮                                        | 秋月彩、伊藤幸 桐谷真咲、國松聖士 小林陽奈、坂友加里 坂本俊太、辻智子 富永一仁、中島順 橋口隼人、 福田佳太、Niii             | 11月29日       |
| 第10話  |          | 祭典              | 永井真吾            | 町谷俊輔               | 町谷俊輔                                        | 伊藤幸、桐谷真咲 富永一仁、中島順 、福田佳太 高妻匠、落合良亮 岡崎滉、長沼智也                                               | 12月6日        |
| 第11話  |          | 決心              | 樋口達人            | 及川啟                 | 大隈孝晴                                        | 秋月彩、小林陽奈 坂本俊太、辻智子 橋口隼人、三股浩史 伊藤幸、桐谷真咲                                                        | 12月13日       |
| 第12話  |          | 北部玄駒          | 南幸大              | 及川啟                 | 成田巧 安川央里                                 | 桐谷真咲、坂本俊太 富永一仁、橋口隼人 中島順、福田佳太 三股浩史、 落合良亮、KAGO                                             | 12月20日       |
| 第13話  |          | 於是妳的……        | 永井真吾            | 及川啟                 | 佃泰佑 町谷俊辅                                 | 椛岛洋介、藤本悟 辻智子、福田佳太 秋月彩、伊藤幸 桐谷真咲、坂本俊太 寺井佳史、富永一仁 中岛顺、桥口隼人 、三股浩史           | 12月27日       |

## 播放電視台
| 播放期間                                        | 播放時間                  | 播放電視台 | 播放地區   | 備註                              |
| ----------------------------------------------- | ------------------------- | ---------- | ---------- | --------------------------------- |
| 2018年4月1日－6月17日                           | 星期日 24時00分－24時30分 | TOKYO MX   | 東京都     |                                   |
|                                                 |                           | BS11       | 日本全國   | BS放送／『ANIME+』時段            |
|                                                 | 星期日 25時55分－26時25分 | 關西電視台 | 近畿廣域圈 |                                   |
| 2018年4月2日－6月18日                           | 星期一 23時30分－24時00分 | AT-X       | 日本全國   | CS放送／有重播                    |
|                                                 | 星期一 25時25分－25時55分 | 佐賀電視台 | 佐賀縣     | 只有第1話於25時45分－26時15分播出 |
| 初回以1小時的方式播出（第1話播完立即接演第2話） |                           |            |            |                                   |

| 星期二 23時00分 更新 | AbemaTV |

## Blu-ray BOX
| 卷數  | 發行日期       | 收錄話數       | 規格編號   |
| 第1期 | 第1期          | 第1期          | 第1期      |
| ----- | -------------- | -------------- | ---------- |
| 第1圈 | 2018年7月18日  | 第1R－第4R     | TBR-28250D |
| 第2圈 | 2018年8月15日  | 第5R－第8R     | TBR-28251D |
| 第3圈 | 2018年10月17日 | 第9R－第12R    | TBR-28252D |
| 第4圈 | 2018年11月14日 | EXTRA R        | TBR-28253D |
| 第2期 |                |                |            |
| 第1圈 | 2021年5月26日  | 第1話－第4話   | TBR-31116D |
| 第2圈 | 2021年6月23日  | 第5話－第7話   | TBR-31117D |
| 第3圈 | 2021年7月21日  | 第8話－第10話  | TBR-31118D |
| 第4圈 | 2021年8月18日  | 第11話－第13話 | TBR-31119D |

## 外部連結
- 電視動畫「賽馬娘Pretty Derby」公式官網 （页面存档备份，存于） （日語）
- 電視動畫「賽馬娘Pretty Derby」的X（前Twitter） （日語）